# Perfect Night: Live in London
Perfect Night: Live in London je koncertní album amerického rockového kytaristy a zpěváka Lou Reeda, nahrané v roce 1997 a vydané o rok později.

## Seznam skladeb
Všechny skladby napsal Lou Reed.
1. „I'll Be Your Mirror“
2. „Perfect Day“
3. „The Kids“
4. „Vicious“
5. „Busload of Faith“
6. „Kicks“
7. „Talking Book“
8. „Into the Divine“
9. „Coney Island Baby“
10. „New Sensations“
11. „Why Do You Talk“
12. „Riptide“
13. „Original Wrapper“
14. „Sex with Your Parents“
15. „Dirty Blvd.“

## Obsazení
- Lou Reed – kytara, zpěv
- Mike Rathke – kytara
- Fernando Saunders – baskytara
- Tony „Thunder“ Smith – bicí